# Старо-Карельское
Старо-Карельское — деревня в Лихославльском районе Тверской области.

## География
Находится в центральной части Тверской области на расстоянии приблизительно 1 км на юго-восток по прямой от районного центра города Лихославль.

## История
Деревня была отмечена как Старая ещё на карте Менде, состояние местности на которой соответствует 1848 году. В 1859 году здесь (деревня Старое или Корельское) было учтено 13 дворов. До 2021 деревня входила в Вёскинское сельское поселение Лихославльского района до его упразднения.

## Население
Численность населения: 79 человек (1859 год), 28 (русские 82 %, карелы 11 %) в 2002 году, 44 в 2010.